# Bikenibeu
Bikenibeu ist der westliche langgestreckte Bereich und die größte Siedlung auf der Insel Bonriki des Atolls Tarawa. Bonriki ist Teil der sich noch weiter nach Westen erstreckenden Hauptstadt South Tarawa des Inselstaates Kiribati. Bikenibeu ist 18 km entfernt von Bairiki und 23 km von Betio und liegt lediglich 1 m über dem Meeresspiegel. Laut Volkszählung von 2020 hat der Ort 7530 Einwohner; er ist eines der Bevölkerungszentren des südlichen Tarawas.
| Zensus    | 1978 | 2005 | 2010 | 2015 | 2020 |
| --------- | ---- | ---- | ---- | ---- | ---- |
| Einwohner | 3971 | 6170 | 6568 | 7575 | 7530 |

In Bikenibeu befinden sich das Krankenhaus Tungaru Central Hospital (Kiribati Hospital) und das Kulturmuseum Te Umanibong, das vor allem Handwerks- und andere kulturelle und historische Gegenstände zeigt. Westlich von Bikenibeu liegt die Insel Eita; nordöstlich befindet sich Kiribatis größter Flughafen, der Bonriki International Airport.